# Laniakea

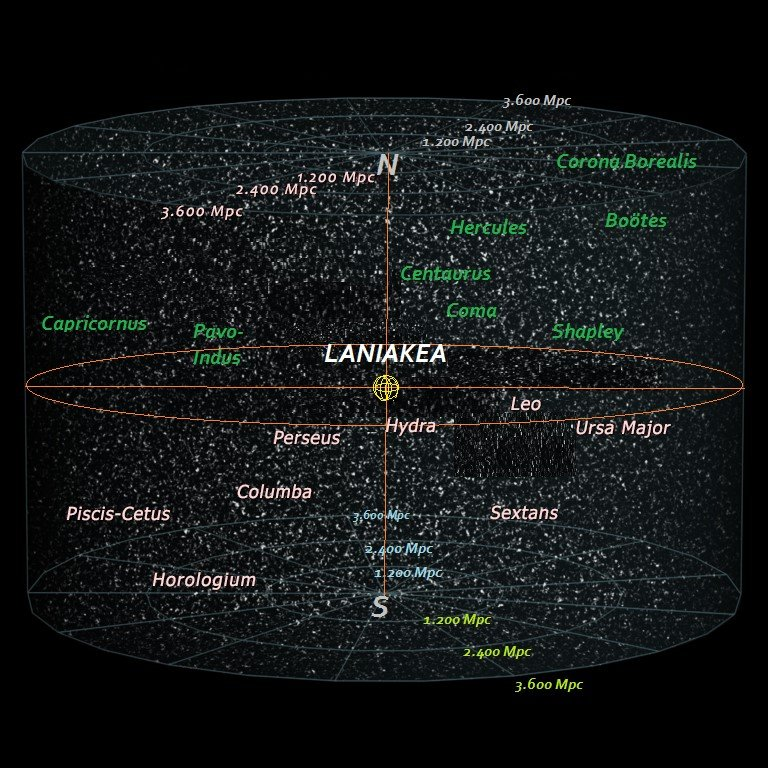

Laniakea (Hawaïaans voor 'onmetelijke hemel') is een zeer grote supercluster, waarvan het Melkwegstelsel deel uitmaakt. Deze supercluster is gedefinieerd en gevonden in 2014 door een team van de Universiteit van Hawaï onder leiding van Brent Tully. Het centrum van deze supercluster bevindt zich bij de Grote Aantrekker. De supercluster is gedefinieerd als alle sterrenstelsels en clusters die zich, als de beweging op basis van de uitdijing van het heelal wordt afgetrokken, naar de Grote Aantrekker bewegen. De Virgosupercluster, traditioneel de supercluster waartoe het Melkwegstelsel wordt gerekend, is slechts een klein stukje (minder dan 1%) van dit supercluster.
Laniakea heeft een doorsnede van 160 miljoen parsec (520 miljoen lichtjaar), en een massa van 100.000.000.000.000.000 (1017) zonsmassa's.